# Aguarunichthys tocantinsensis
Aguarunichthys tocantinsensis is een straalvinnige vissensoort uit de familie van de antennemeervallen (Pimelodidae). De wetenschappelijke naam van de soort is voor het eerst geldig gepubliceerd in 1993 door Zuanon, Rapp Py-Daniel & Jégu.